# 杨侃
杨侃（488年—531年7月27日），字荣业，自称是恒农郡华阴县（今陕西省华阴市）人，北魏官员。

## 生平
杨侃的父亲杨播去世后，杨侃停留杨播的棺木不肯埋葬，申诉多年，延昌三年（514年）冬才将棺木权葬于华阴县。延昌四年（515年），高肇被杀，杨播的冤屈才得到审理。杨侃为人低调，不善交友。早年不出仕。年三十一，袭爵华阴伯。为长孙承业行台左丞，协助平萧宝寅。建义初，除岐州刺史。魏孝庄帝北迁，固求陪从，除度支尚书，兼给事黄门侍郎。后除侍中，又为大都督，出镇潼关。他推薦韦孝宽为司马，欣賞其才能，以女嫁之。永安三年（（530年）九月，尔朱荣前往洛阳，说要看女儿大尔朱氏分娩，魏孝庄帝害怕河阴之变的旧事，担心自身难保，与城阳王元徽、侍中杨侃及其内弟李晞、李彧、尚书右仆射元罗等人谋划，众人都劝说魏孝庄帝刺杀尔朱荣。朱兆攻入洛阳后，杨侃逃回了华阴。尔朱天光派杨侃儿媳妇的父亲韦义远召请杨侃，要与他盟誓，并答应赦免杨侃的罪行。杨侃的堂兄杨昱害怕引来家族的祸端，强令杨侃出面应许，假如尔朱天光食言，不过是杨侃一人身死，期望保全宗族百口的生命。杨侃前去赴会，于普泰元年六月二十八日（531年7月27日）被尔朱氏杀死在长安，时年虚岁四十四。太昌元年，朝廷追赠杨侃使持节、都督秦夏二州诸军事、车骑大将军、开府仪同三司、秦州刺史，太昌元年十一月十九日（532年12月31日）归葬于华阴雍州使君庄公杨播墓旁。

## 子女
- 杨师冲，长子，北魏秘书郎
- 杨纯陀，北魏济北郡公
- 杨脩陁，北魏敷西县开国公[6]
- 杨陁罗，北齐司空从事内郎、骠骑大将军[7]
- 杨氏，嫁北周上柱国、相州总管、郧襄公韦孝宽